# Kalcium-glukonát
A kalcium-glukonát (INN: calcium gluconate) a glükonsav kalciummal alkotott sója. A szervezetben kialakult kalciumhiány esetén a kalcium gyors pótlására alkalmazzák. A VIII. Magyar Gyógyszerkönyvben  Calcii gluconas    néven hivatalos.  

## Felhasználása
- Élelmiszerek esetén főként különféle fémek megkötésére, csomósodást gátló anyagként, valamint konzerv zöldségek struktúrájának megőrzésére alkalmazzák E578 néven. Leginkább pudingporokban, mártásokban, konzerv zöldségekben és pékárukban fordulhat elő. Napi maximum beviteli mennyisége 50 mg/testsúlykg. Nincs ismert mellékhatása.
- Hidrogén-fluorid által okozott égési sérülések kezelésére is alkalmazható, mivel azzal vízben oldhatatlan kalcium-fluorid keletkezik.[1][2]